# 子輿 (韓氏)
子舆（？—？），姬姓，韩氏，名舆，是韩万的曾孙，韩简的儿子，韩厥的父亲。
前636年，晋文公回国即位，任命胥氏、籍氏、狐氏、箕氏、栾氏、郤氏、柏氏、先氏、羊舌氏、董氏、韩氏十一族，都担任朝廷近官。姜鹏认为晋文公所任命的韩氏就是子舆。
前589年，晋国攻打齐国以救援鲁国，子舆的儿子韩厥作为晋国司马参战。六月十六日，韩厥梦见子舆对自己说：“明天不要站在左右两侧。”次日，晋国和齐国展开鞌之战，韩厥站在中间驾驶战车，追击齐顷公，齐顷公的御戎邴夏认为追击上来的驾车人是个君子，建议齐顷公射他。齐顷公认为既然觉得驾车人是个君子却去射他，不合于礼，于是齐顷公射车左，车左死在战车下，又射车右，车右死在战车中。